# Bogdan Huk
Bogdan Huk (ukr. Богдан Гук, ur. 1 maja 1964 w Morągu) – polski dziennikarz narodowości ukraińskiej zajmujący się tematyką mniejszości ukraińskiej i stosunków ukraińsko-polskich w Polsce po II wojnie światowej. 

## Życiorys
Urodził się w województwie olsztyńskim, dokąd w ramach akcji „Wisła” deportowani zostali jego rodzice (ojciec pochodzi z Radawy, matka z Wisłoka Wielkiego). W latach 1970–1975 mieszkał we wsi Łączno. W 1975 wraz z rodzicami zamieszkał we wsi Komańcza. W latach 1979–1982 uczęszczał do II Liceum Ogólnokształcącego im. Marii Skłodowskiej-Curie w Sanoku, w 1982–1984 do IV Liceum Ogólnokształcącego w Legnicy, które ukończył. 
Absolwent Wydziału Rusycystyki i Lingwistyki Stosowanej, Katedra Filologii Ukraińskiej Uniwersytetu Warszawskiego, magister filologii ukraińskiej (1990). W okresie studiów działał w Radzie Kultury Studentów Narodowości Ukraińskiej przy Ogólnopolskiej Radzie Kultury Studentów Mniejszości Narodowych Zrzeszenia Studentów Polskich, w latach 1986–1990 redaktor naczelny ukraińskiego kwartalnika studenckiego „Zustriczi” wydawanego w Warszawie przez ORKSMN, następnie przez Związek Ukraińców w Polsce. Związany wtedy także z ukraińskim fanzinem kontrkulturowym Widryżka. Do 1997 mieszkał w Warszawie. 
Redaktor techniczno-programowy Redakcji Ukraińskiej Radia „Polonia” w latach 1990–1993; w 1994 został dziennikarzem tygodnika „Nasze Słowo” i członkiem jego redakcji. W tym czasie redagował utworzone przez siebie czasopismo „Son i Mysl’” (ukazały się 4 numery). Od wyjazdu z Warszawy w 1997 do Przemyśla regionalny korespondent „Naszego Słowa w tym mieście. W latach 1998–2000 nauczyciel języka i literatury ukraińskiej w Zespole Szkół Ogólnokształcących im. Markijana Szaszkewicza w Przemyślu. Redaktor naczelny miesięcznika „Wisnyk Zakerzonnia”, wydawanego w latach 2000–2002 przez Oddział Przemyski Związku Ukraińców w Polsce.
Od 1989 Bogdan Huk systematycznie zbiera, opracowuje i wydaje w różnych wydawnictwach relacje ustne, wspomnienia oraz dokumenty dotyczące społeczności rusko-ukraińskiej w Polsce po 1944, ze szczególnym uwzględnieniem losów zabytków kultury materialnej Bojkowszczyzny, Nadsania przemyskiego, całej Łemkowszczyzny, Chełmszczyzny i Podlasia południowego; interesuje się ruskimi Zamieszańcami w okolicach Krosna i Rzeszowa, Otrocza w powiecie Janów Lubelski, wyspą łemkowską koło Szlachtowej. Od 1997 prawie w każdym numerze „Naszego Słowa” w rubryce Świadectwa ukazuje się dokumentalna publikacja jego autorstwa.
Od 2010 redaguje portal internetowy Apokryf Ruski, poświęcony historii i kulturze Rusinów i Ukraińców na obecnym terytorium Polski po 1772. Od 2012 przewodniczący Stowarzyszenia Ukraińskie Dziedzictwo.

## Ważniejsze publikacje
- Ukraina: Polskie jądro ciemości. Przemyśl 2013: Stowarzyszenie Ukraińskie Dziedzictwo. 544 s., ISBN 978-83-938195-0-8
- Zakerzonia. Wspomnienia żołnierzy UPA, t. I, Warszawa 1994, 440 s., ISBN 83-86112-01-8; tytuł oryginału Закерзоння. Спогади вояків Української Повстанської Армії;
- Zakerzonia. Wspomnienia żołnierzy UPA, t. II, Warszawa 1996, 280 s., ISBN 83-906203-0-8;
- Zakerzonia. Wspomnienia żołnierzy UPA, t. III, Warszawa 1997, 304 s., ISBN 83-906203-3-2;
- Zakerzonia. Wspomnienia żołnierzy UPA, t. IV, Warszawa 1998, 268 s., ISBN 83-906203-6-7;
- Zakerzonia. Wspomnienia żołnierzy UPA, t. V, Warszawa  2005, 336 s., ISBN 83-89085-05-4;
- Pochody na mogiły Żołnierzy Ukraińskich Armii 20. wieku w Pikulicach. Zbiór materiałów historycznych (w języku ukraińskim), Przemyśl 2006, 140 s., ISBN 83-921954-3-4;
- Źródła do dziejów Ukraińskiej Cerkwi Greckokatolickiej w Polsce w latach 1944–1989 (red.), t. I, Przemyśl 2007, 304 s., ISBN 83-902592-4-9;
- 1947. Księga pamiątkowa (w języku ukraińskim), Warszawa 1997, 648 str., ISBN 83-906203-4-0;
- Chrestomatia. Literatura od IX wieku do I połowy XIX wieku. Wybór tekstów z literatury ukraińskiej dla klasy 1. liceum ogólnokształcącego, Warszawa 2001;
- Chrestomatia. Literatura od II połowy XIX wieku do początku XX w. Wybór tekstów z literatury ukraińskiej dla klasy 1. liceum ogólnokształcącego, Warszawa 2003;
- Chrestomatia. Literatura XX wieku. Wybór tekstów z literatury ukraińskiej dla klasy 3. liceum ogólnokształcącego, Wydawnictwa Szkolne i Pedagogiczne, Warszawa 2004;